# Anthuan Maybank
Anthuan Maybank (* 30. Dezember 1969 in Georgetown, South Carolina) ist ein ehemaliger US-amerikanischer Leichtathlet, der in den Jahren 1995 und 1996 als Läufer über 400 und 200 Meter in Erscheinung trat. 
1995 siegte er bei den Studentenweltspielen in Fukuoka über 200 Meter in 20,46 s mit einer Hundertstelsekunde Vorsprung vor seinem Landsmann Dave Dopek. 1996 belegte er beim Finale des Grand Prix in Mailand hinter dem in 44,53 s überlegenen Sieger Michael Johnson Platz 2 in 45,19 s vor Derek Mills in 45,24 s und siegte bei Weltklasse Zürich. 
Seinen großen Auftritt hatte er jedoch im gleichen Jahr bei den Olympischen Spielen in Atlanta, wo er als Mitglied der 4-mal-400-Meter-Staffel die Goldmedaille gewann. Seine Nominierung als Schlussläufer nach Lamont Smith, Alvin Harrison und Derek Mills war insofern überraschend, als Maybank nicht zur damaligen US-amerikanischen Elite über 400 Meter zählte; er hatte allerdings kurz zuvor –
am 3. Juli 1996 – seine persönlich Bestleistung in Lausanne auf 44,15 s gesteigert. Seine beste Platzierung bei den Landesmeisterschaften war ein 4. Platz über 200 Meter (20,27 s) im Jahr 1995. Darüber hinaus stehen lediglich zwei 7. Plätze über 400 Meter (1999 in 45,78 s und 2003 in 45,62 s) für ihn zu Buche. 
In der bei Weltmeisterschaften mehrfach erfolgreichen US-amerikanischen 4-mal-400-Meter-Staffel war er kein einziges Mal vertreten. Als Einzelläufer über 400 oder 200 Meter war er weder bei Olympischen Spielen noch bei Weltmeisterschaften am Start. 
Anthuan Maybank war Student der University of Iowa. 